# Барретт, Джордан
Джо́рдан Ка́леб Ба́рретт (англ. Jordan Kale Barrett; род. 2 декабря 1996, Байрон-Бей, Австралия) — австралийская модель. В 2016 году был признан «Моделью года» по версии профессионального сообщества на портале Models.com.

## Биография
Родился 2 декабря 1996 года в Байрон-Бее, Австралия. Его отец, Эдриан Барретт, в прошлом был осуждён за наркоторговлю.
В 14 лет был замечен скаутом агентства IMG Models. По распространённой версии, это произошло случайно, когда Барретт пытался украсть спички из магазина.

## Карьера
После подписания контракта с IMG Models Барретт некоторое время работал в Токио, а затем переехал в Нью-Йорк, где его карьера получила стремительное развитие.
Прорывным моментом стало участие в рекламных кампаниях Tom Ford для очков и парфюмерии в 2015 году, снятых фотографом Стивеном Кляйном. После этого успеха он стал одним из самых востребованных моделей-мужчин в мире. Модные критики, в том числе из The New York Times, неоднократно сравнивали его внешность с молодым Леонардо Ди Каприо.
За свою карьеру Барретт работал с ведущими мировыми брендами и фотографами, включая Стивена Майзела, Мерта и Маркуса и Питера Линдберга.
Рекламные кампании:
- Balmain
- Calvin Klein
- Carolina Herrera
- Coach
- DSquared2
- Fendi
- Gap
- H&M
- Moschino
- Paco Rabanne
- Tom Ford
- Tommy Hilfiger
- Versace
- Zara

Подиум:
Принимал участие в показах для Balmain, Bottega Veneta, DSquared2, Fendi, Moschino, Rag & Bone, Roberto Cavalli, Versace и других.
Обложки журналов:
- Vogue Australia
- Vogue Man Netherlands
- GQ Australia
- Numéro Homme (Франция, Германия, Нидерланды)
- CR Book
- Hercules Universal
- The Sunday Times Style
- Wonderland Magazine

## Личная жизнь
12 августа 2021 года заключил брак с моделью Фернандо Касабланкасом. Церемония прошла на Ибице. В 2022 году пара подала на развод.

## Рейтинги и признание
- Models.com
  - 2015** — «Прорыв года» (выбор читателей)[9].
  - 2016** — «Модель года» (выбор профессионалов индустрии)[2].